# Csányi Ferenc (táblabíró)
Székelyudvarhelyi Csányi Ferenc (Kolozsvár, 1842. január 21. – Kolozsvár, 1897. május 22.) irodalomtörténész, királyi táblai bíró.

## Élete
Erdélyi nemes székely családban született Kolozsvárott, ahol édesapja Csányi Ferenc az erdélyi királyi törvényszéknél tisztviselő volt. Középiskoláit a kolozsvári piaristák főgimnáziumában 1861-ben végezte; a jog- és államtudományokat 1861-1865-ben a pesti egyetemen hallgatta, egyúttal a történeti és irodalomtörténeti előadásokat is látogatta. 1865. július 29-től 1867 végéig a kolozsvári erdélyi főtörvényszéknél írnok, majd t. fogalmazó gyakornok volt; 1868-tól 1870. januárjának végéig ugyanott a városi egyesbírósághoz segéddé választották. 1872. március végéig a magyar királyi kúria legfőbb ítélőszéki osztályánál mint segédfogalmazó, majd mint rendes fogalmazó működött; ugyanazon évben ügyvédi oklevelet nyert. 1873. január 7-ig a gyergyószentmiklósi királyi járásbíróságnál mint albíró; 1875 októberének közepéig ugyanott mint törvényszéki bíró volt alkalmazva; ezután a nagyszebeni királyi törvényszékhez helyeztetett át és ott szolgált 1887. május 27-ig, amikor a marosvásárhelyi királyi táblához rendes bírónak neveztetett ki, ahonnan 1891-ben a kolozsvárihoz helyeztetett át.

## Művei

### Folyóiratcikkek

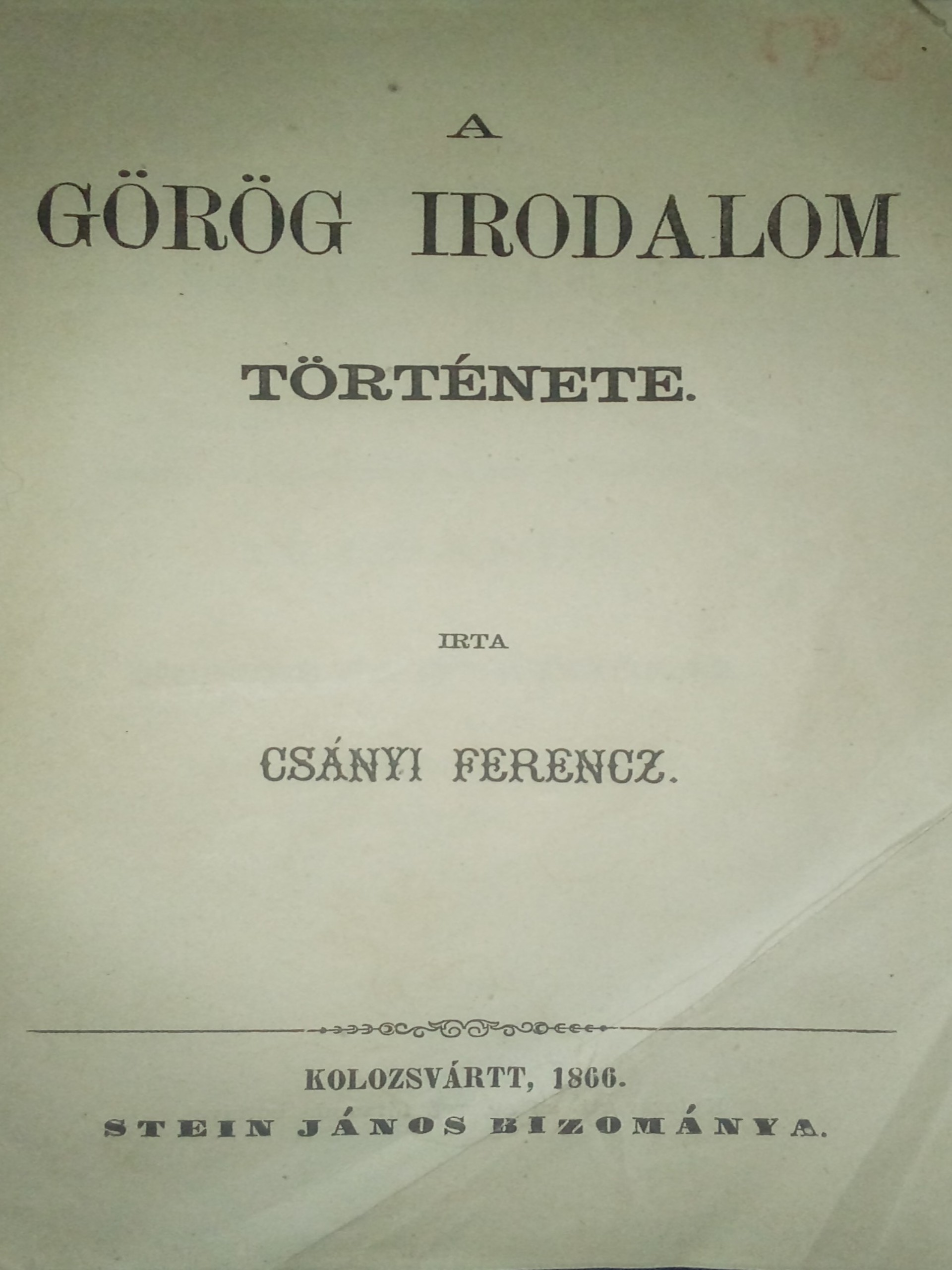
A görög irodalom története (1866)

Az irodalmi téren fiatalabb éveiben (1860–1872) működött és történelmi értekezéseket, társulati értesítéseket, országgyűlési tudósításokat és leveleket irt. Történelmi dolgozatai a következő lapokban jelentek meg: Képes Ujság (1860. Zrinyi Miklós), Idők Tanúja (1863. 81-85. sz. Lengyelország, 1865. 232., 235. sz. Miként áll Magyarország és Erdély uniójának ügye), Kalauz (1863. Hazai könyvkereskedésünk), Ország Tükre (1864. Könyves Kálmán és a magyar törvényhozás és Magyarország állapota az utolsó Árpád alatt), Magyarország és a Nagyvilág (1865. Kik lakták hazánkat az Árpádok alatt); egyéb dolgozatai a Korunkban (1863. febr. 6. 120. 123. 126. 129. 137. 138. 144. sz., 1864. 2. 10. 12. 22. 35. sz. 1866. jan.), Idők Tanújában (1863. 75. 90. 145. 158. sz., 1864. és 1865. 182. 197. 223. sat. sz., 1866. 16. sz.), Magyar Sajtóban (1863. 150. 291. sz.), Ország Tükre (1865. 26. sz.), 1848 cz. lapban (1867. 56. 58. 65. 1868. 96. sz.), Keletben (1871. 166. sz.) és Bud. Közlönyben (1872. 20. sz.) Mint a nagyszebeni magyar olvasó egyletnek több évig elnöke az 1885-86-ra szóló Évkönyvét, és ebben az egylet történetét írta.
Kisebb dolgozatait Csáni Ferencz, Csány Ferencz, (Cs-i), Cs., (Cs. F.), (Cs-i F.), (-i), X., R. l., r. l., R. lev., egy társulati tag, egy jelen volt társulati tag, nevek és jegyek alatt írta.

### Önállóan megjelent műve
- A görög irodalom története. Kolozsvár, 1866. (→ elektronikus elérhetőség)